# 趙胤
趙胤，字伯舒，东晋武将，淮南郡人。其父为東晋广武将軍趙誘，他多次参与镇压叛乱，为东晋的稳定做出了贡献。

## 生平
建武元年（317年）九月，其父趙誘、兄长趙龔死于討伐杜曾之乱。龍驤将軍周訪奉命讨伐杜曾，進軍沌陽。趙胤率领父亲残兵参战，被分配到左軍。趙胤虽然力战，但还是感到即将败北。趙胤策马向周訪汇报情况。周訪大怒，让他继续前进。趙胤大哭，回到了战场。战局依然对杜曾有利，周訪一边喝酒，一边率领八百精兵在战鼓声中行进。士卒大振，杜曾军大败，被斩首千余人。杜曾軍军急于攻击趙胤軍，趙胤軍反攻，斩获不少首級。周訪軍夜間追击杜曾軍，杜曾敗走武当。
大兴二年（319年）五月，周訪俘获杜曾，将其送到大将军王敦驻守的武昌。周訪惋惜杜曾的勇敢，恳求王敦不要杀他。趙胤和杜曾杀害的朱軌之子朱昌却恳求杀了杜曾，报仇雪恨。王敦接受了这一点，杀死了杜曾。趙胤和朱昌把杜曾的肉切成小块吃了。
趙胤被王导任命为从事中郎。太寧二年（324年）七月，反叛东晋朝廷的沈充、钱鳳渡过淮水，攻打建康。担任建威将軍的趙胤与護軍将軍应詹迎击，但寡不敌众，被允许进至宣阳门。援軍北中郎将劉遐、奮威将軍蘇峻加入，共同进攻，大败沈充、钱鳳，斩杀数千人。
王敦之乱平定後，趙胤封湘南县侯，一千六百户，賜絹三千二百匹。
咸和元年（326年）六月，劉遐原部下田防、史送、卞咸、李龍等人叛乱。担任右衛将軍的趙胤奉詔，与北中郎将郭默前往镇压。
十月，御史中丞鍾雅告发南頓王司馬宗謀反。中書令庾亮命趙胤把司馬宗收監。司馬宗不服，勒兵拒战，为赵胤所杀。
咸和二年（327年）十二月，蘇峻之乱爆发，建康戒严。趙胤被任命为冠軍将軍、历阳郡太守。驍騎将軍鍾雅率水軍迎击蘇峻，趙胤在鍾雅指揮下，成为先锋。因兵力不足，又返回建康。
咸和三年（328年）正月，趙胤在右将軍卞壼、侍中鍾雅麾下，与後将軍郭默在西陵与蘇峻軍作战，结果惨败，伤亡数千人。他与鍾雅前往慈湖，防备蘇峻軍。
二月，蘇峻軍攻入建康。趙胤与战败的庾亮、左衛将軍庾懌、庾條、庾翼、郭默逃往尋陽。
十月，趙胤与庾亮、平南将軍温嶠率领步兵一万，在白石南上迎战蘇峻軍。蘇峻率兵八千发起进攻。蘇峻派兵给儿子蘇碩和匡孝，攻打趙胤軍。趙胤大敗逃走。
咸和四年（329年）正月，趙胤派部将甘苗攻打太尉祖約守卫的历陽。祖約率领数百人逃往後趙，牽騰率领残兵投降。
咸和五年（330年）正月，郭默在湓口发动叛乱。趙胤在平西将軍庾亮麾下，与将軍路永、匡術、劉仕、輔国将軍毛宝率领步騎两万，会合太尉陶侃，共同击败了郭默。
咸和七年（332年）三月，时任西中郎将的趙胤，与司徒中郎匡術一起攻克后赵馬頭塢。咸和八年（333年），司徒王導任命趙胤为護軍将軍。左僕射孔愉反对道：“中興以来，担任此职的只有周伯仁（周顗）、应思遠（应詹）。趙胤无才，何以能担任。”王導没有听从。
咸康元年（335年）四月，後趙天王石虎攻入历陽。東晋一方被迫转守，时任平西将军的趙胤，驻扎慈湖。咸康四年（338年），主政的王導将军务交给趙胤、贾宁等将领。他们经常不法，大臣们对此感到厌恶。征西将軍庾亮大怒，向太尉郗鑒提议反对王導，但郗鑒没有答应。
永和元年（345年），趙胤担任西豫州刺史，任内去世。